# Kusapin
Kusapín is een plaats en gemeente (in Panama un distrito genoemd) in de provincie Ngöbe-Buglé in Panama. In 2015 was het inwoneraantal 20.000.
De gemeente bestaat uit devolgende vijf deelgemeenten (corregimiento): Kusapín (de hoofdplaats, cabecera), Bahía Azul, Cañaveral, Río Chiriquí en Tobobe.